# Col·legi de les Dominiques
El Col·legi de les Dominiques és un edifici d'Artesa de Segre (Noguera) inclòs a l'Inventari del Patrimoni Arquitectònic de Catalunya.

## Descripció
Es tracta d'un edifici cantoner de planta baixa i dos pisos, que recull la tipologia tradicional de planta baixa, pis i golfa. La primera és noble, la segona intermèdia i la tercera només amb badius. La façana principal es caracteritza per una marcada simetria, mentre que l'altra es disposen les obertures i demés elements arquitectònics de manera arbitraria. Es remarquen sòcols i ràfecs. Es troba arrebossada, exceptuant els marcs d'obertures i finestres, que són de pedra. S'amplià formant un L tot deixant un pati interior. En conjunt, un neo-medialisme molt senzill.